# New England Holocaust Memorial
El New England Holocaust Memorial es un monumento en Boston, Massachusetts. Está dedicado a los judíos que fueron asesinados en el Holocausto.

## Información

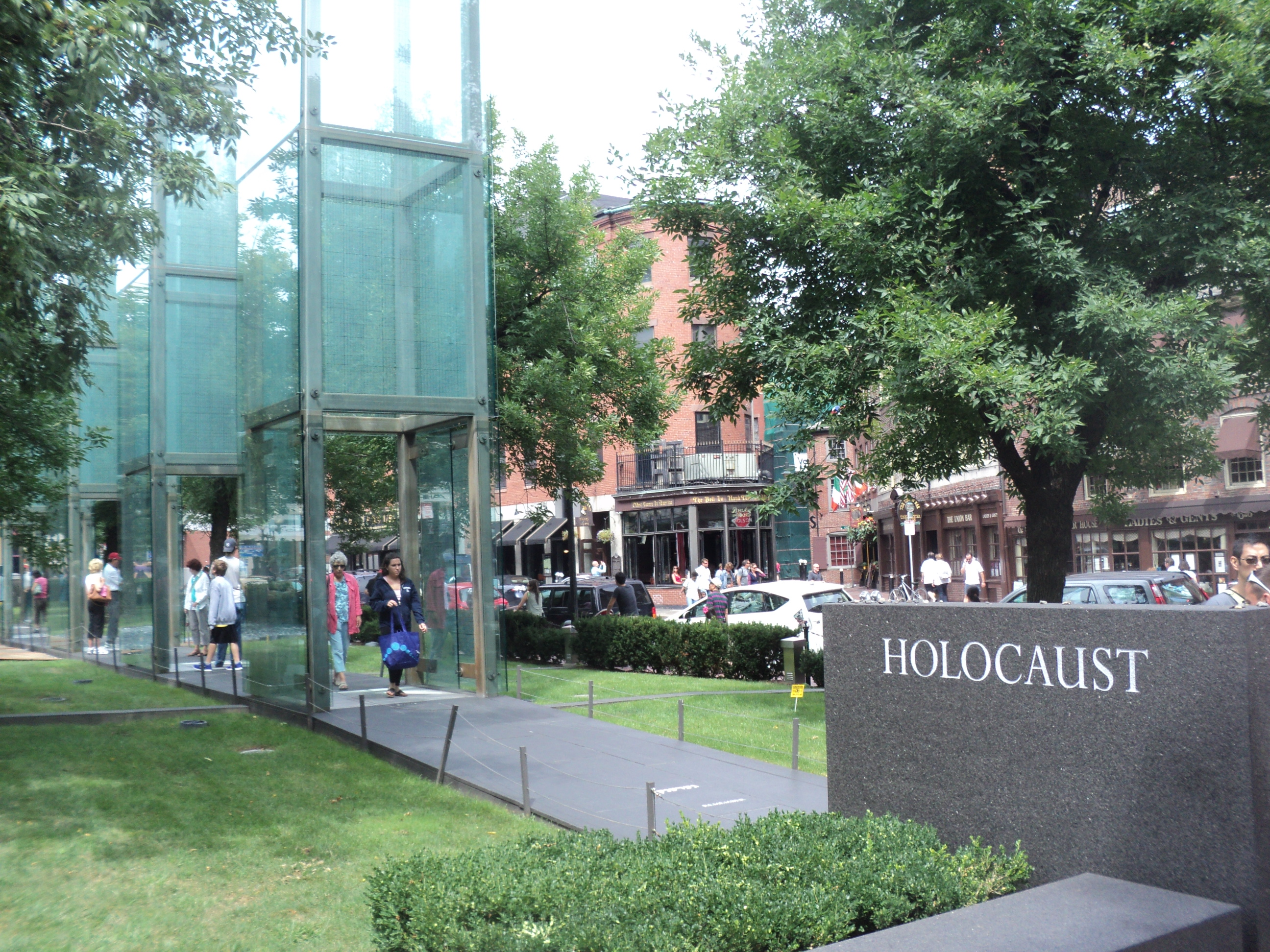
El Memorial al nivel de suelo

Diseñado por Stanley Saitowitz y construido en 1995, el monumento consiste en seis torres de vidrio, debajo de las cuales se puede caminar. En las paredes externas de cada torre están grabados grupos de números representando las  seis millones de judíos asesinados en el Holocausto. En las paredes interiores hay frases escritas por los sobrevivientes de cada campo. Debajo de las torres, un vapor sube a través de un enrejado, desde un suelo oscuro con luces titilando.
Cada torre simboliza un diferente campo de exterminio (Majdanek, Chełmno, Sobibor, Treblinka, Bełżec, y Auschwitz-Birkenau), también pueden considerarse velas de Menorá, los seis millones de judíos asesinados en el Holocausto (un millón por columna), y los seis años que duró el exterminio masivo, 1939-1945.
Cada torre consiste de veinticuatro paneles individuales de vidrio. Veintidós de los paneles están escritos con siete números y dos de los paneles están escritos con mensajes. En total son 132 paneles (contando las seis torres) que están escritos con números, sin embargo los paneles son idénticos. Un panel simple contiene 17.280 números únicos, los cuales son repetidos en todo el monumento. Los números están ordenados en bloques de ocho por diez, cada bloque contiene un set de seis números ordenados en una grilla de seis por seis. En total son 2.280.960 números no únicos listados en los 132 paneles.
El monumento de New England al Holocausto está ubicado cerca del Freedom Trail, y está a solo unos pasos del trail, haciéndolo una atracción popular para los turistas.
El sitio es mantenido por el Boston National Historic Park y se localiza en el Carmen Park, entre las calles Congress y  Union, cerca del Faneuil Hall. Carmen Park fue nombrado en reconocimiento al servicio a la comunidad, la visión y liderazgo para crear el monumento de William Carmen.

## Mensajes
En algunos de los paneles de las torres de vidrio, hay mensajes. Algunos de los mensajes:
"Miren a estas torres, pasen por ellas, e intenten imaginar lo que realmente significan - que simbolizan - que evocan. Ellas evocan una era de oscuridad desmedida, una era de la historia cuando la civilización perdió su humanidad y la humanidad su alma..."
"Debemos mirar a estas torres de la memoria y decirnos a nosotros mismos, Nadie nunca debe privar a un ser humana de su derecho a la dignidad. Nadie nunca debe privar a nadie de su derecho a ser un ser humano. Nadie debería siquiera hablar de nuevo acerca de superioridad racial... No podemos darle a la maldad otra oportunidad - Elie Wiesel

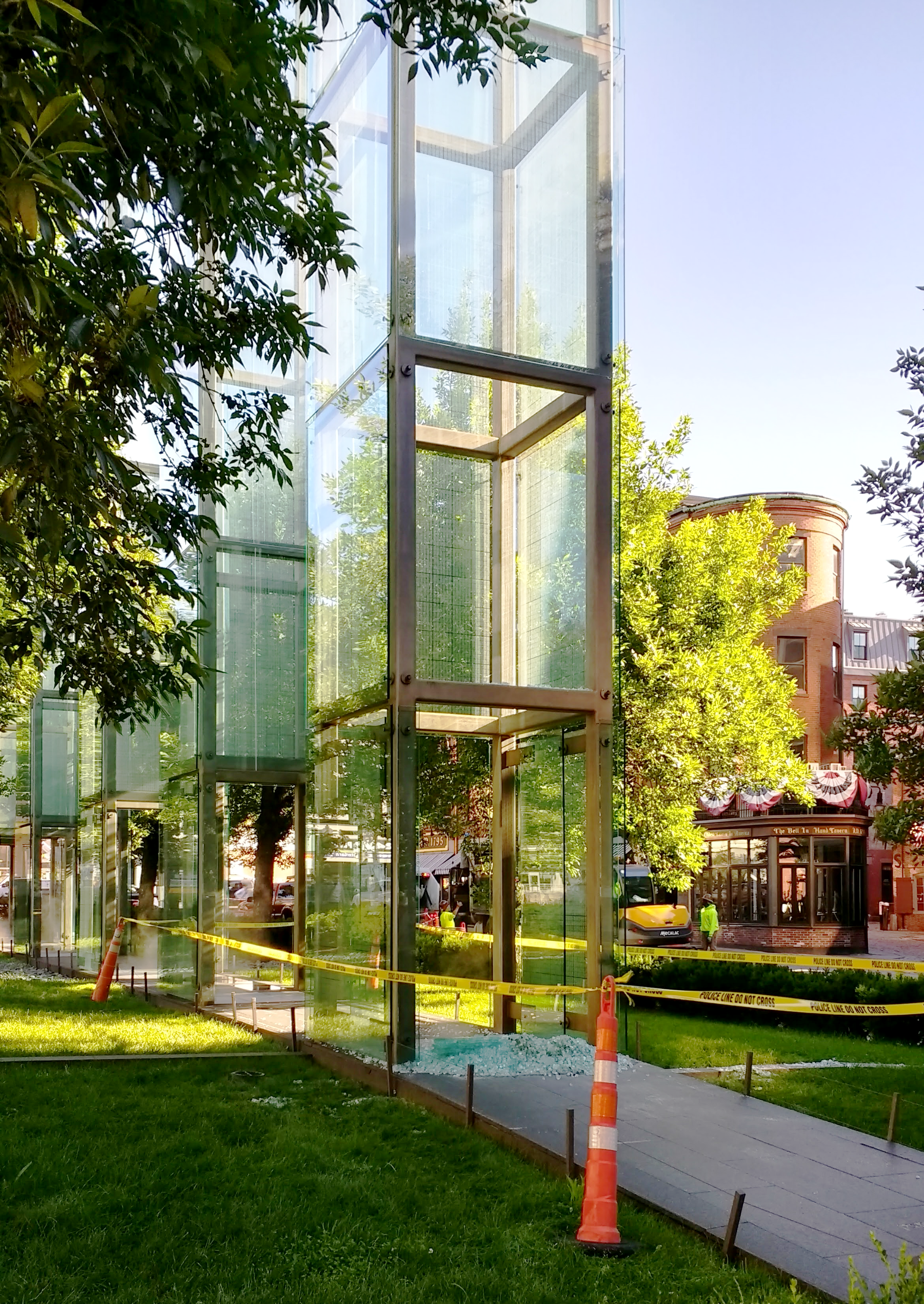
Consecuencias del vandalismo de junio de 2017 en el New England Holocaust Memorial.

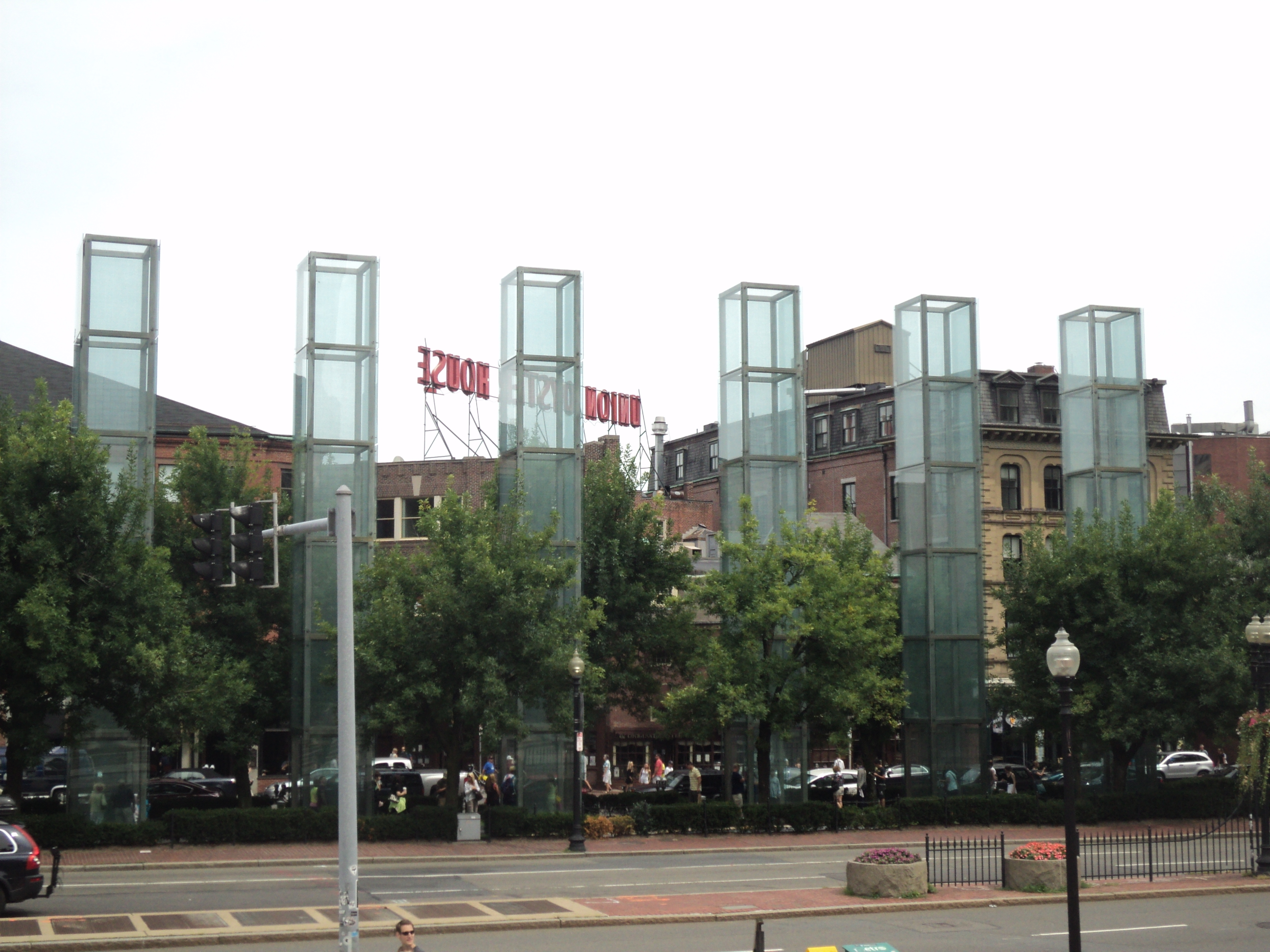
El monumento visto desde el Boston City Hall Plaza Stairs

## Vandalismo
Tanto el Boston Memorial como el Museo del Holocausto en Washington D. C. fueron blancos de destrucción en un complot terrorista en el año 2002 llevado a cabo por un neonazi y su novia supremacista blanca. En un juicio federal, el jurado condenó a ambos por todos los cargos.
En las primeras horas de la mañana del 28 de junio de 2017, uno de los paneles de vidrio del monumento fue golpeado con una piedra. Un sospechoso de 21 años fue acusado de destrucción maliciosa de la propiedad y daños a un lugar conmemorativo. El abogado defensor alegó problemas de salud mental del acusado, pero se le denegó la libertad bajo fianza debido a anteriores violaciones de la libertad condicional.
El 14 de agosto de 2017, el monumento fue dañado por segunda vez en dos meses por un joven de 17 años, que arrojó una piedra contra uno de los paneles de vidrio. El sospechoso fue detenido rápidamente. Se presentaron cargos iniciales de destrucción de la propiedad, pero el incidente quedó bajo investigación por un posible delito de odio.